# Kloster Altenberg

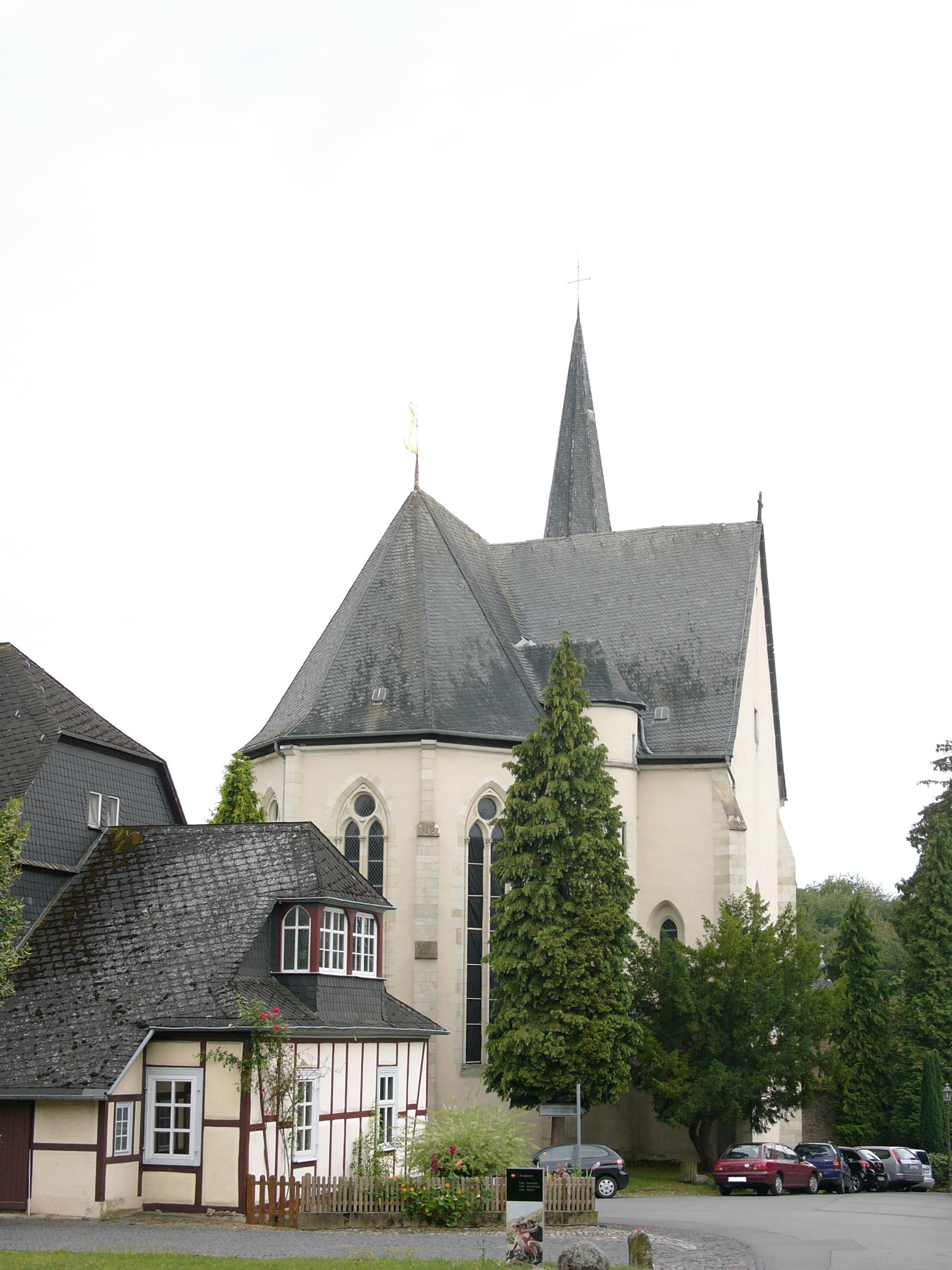
Klosterkirche

Das Kloster Altenberg ist ein ehemaliges Prämonstratenserinnenkloster. Es liegt zwischen Wetzlar und Solms-Oberbiel auf dem Michelsberg oberhalb der Lahn.

## Geschichte

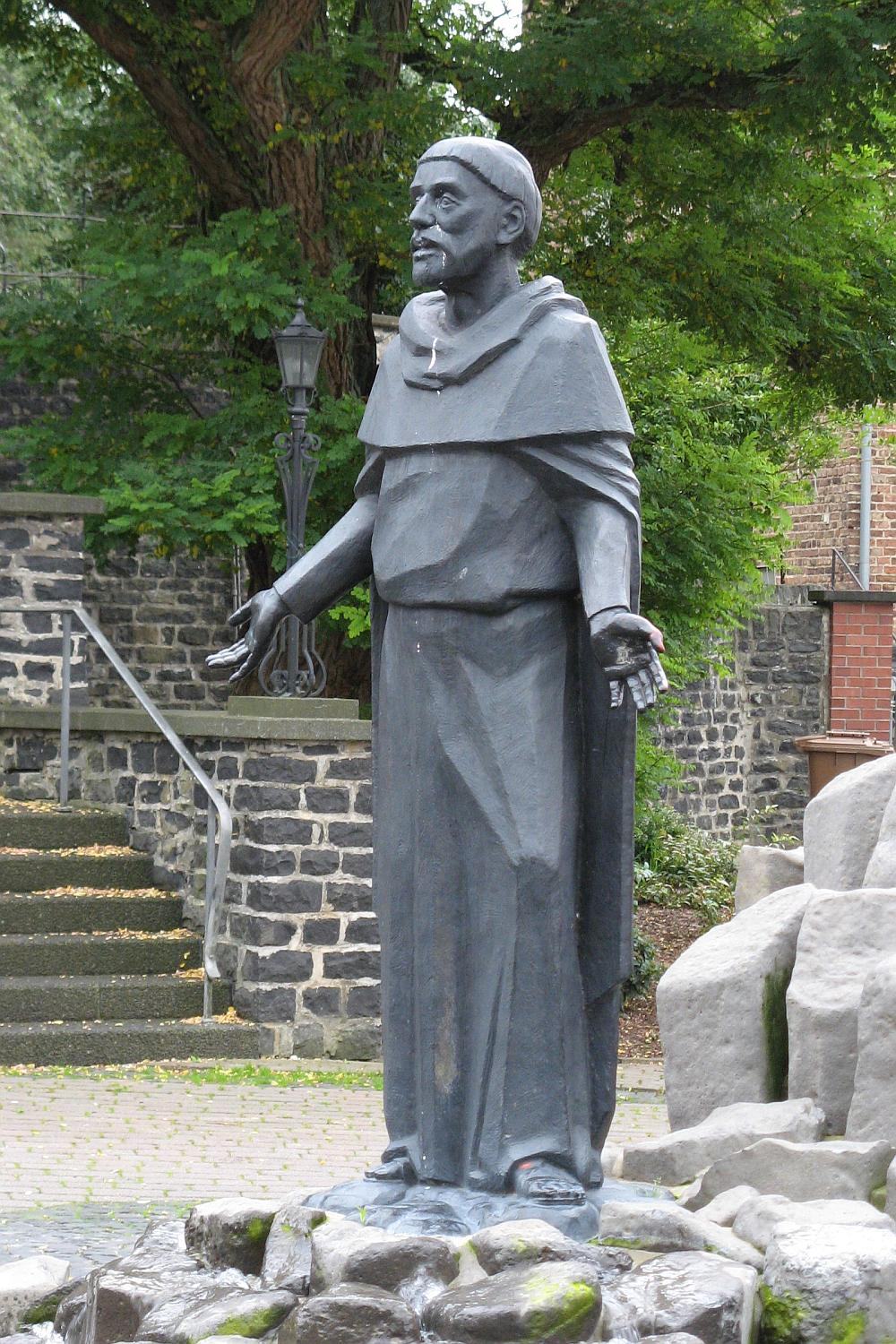
Denkmal für Gottfried von Beselich, vor der Pfarrkirche in Obertiefenbach. Zu seinen Werken gehört die Gründung des Klosters Altenberg.

Im Jahr 1167 gründete der Priester Gottfried von Beselich auf dem „alten Berg“ eine dem Erzengel Michael gewidmete Kapelle. Er war auch Gründer des Klosters Walsdorf bei Idstein und des Klosters Beselich um das Jahr 1170 bei Obertiefenbach. Ihm wird auch der Bau der Lahnbrücken in Wetzlar und Limburg zugeschrieben.
Um diese Kapelle entstand um 1170 das Prämonstratenserinnenkloster. Abt Engelbert von Rommersdorf schickte 12 Wülfersberger Jungfrauen aus, die die Michaelskapelle des Altenbergs zu einem Kloster umgestalteten. Mutterkloster war somit die Abtei Rommersdorf. Viele Mitglieder der adligen Familien aus dem Umland wie dem Haus Nassau und dem Haus Solms traten in das Kloster ein. Die zweite Meisterin des Klosters war Christina von Biel, die mit ihrem Vermögen den Grundstock zum späteren Reichtum des Klosters legte. Kaiser Friedrich I. Barbarossa verlieh dem Kloster vor 1192 die Reichsunmittelbarkeit.
Im Jahr 1248 wurde Gertrud (1227–1297), die Tochter der heiligen Elisabeth von Thüringen (1207–1231) und Tante des ersten hessischen Landgrafen Heinrich (1244–1308), die dritte Meisterin des Ordenskonvents; sie nahm dieses Amt 49 Jahre lang wahr. Unter Gertrud erlebte das Kloster einen Aufschwung. Die Klosterkirche wurde zwischen 1260 und 1270 erbaut. Das Kloster erwarb ausgedehnte Besitzungen an der Lahn, in der Wetterau und im Hessischen Hinterland (u. a. den Hülshof, heute Ortsteil von Bad Endbach). Gertrud wurde nach ihrem Tod 1297 als Selige verehrt. Nachfolgerin Gertruds wurde Katharina von Nassau (1297–1304), eine Tante des Königs Adolf von Nassau und Schwester Ottos I.
Das Kloster Altenberg schloss sich, im Gegensatz zu den Adligen des Umlands, nicht der Reformation an und bildete eine bei Kurtrier verbleibende katholische Exklave. Im Dreißigjährigen Krieg wurde das Kloster 1636 von schwedischen Soldaten in Asche gelegt, konnte sich jedoch unter der Meisterin Katharina von Derschen (1644–1655) wieder erholen.
Das Kloster Altenberg war zeitweise die Grablege des Hauses Solms. Das Haus Solms versuchte, die Reichsvogtei über das Kloster zu erlangen. Das Kloster konnte jedoch bis 1802 seine Reichsunmittelbarkeit wahren. Nach 1802 kam die Klosteranlage in der Folge des Reichsdeputationshauptschlusses in den Besitz der Fürsten zu Solms-Braunfels, die das Kloster aufhoben und in eine Domäne umwandelten und die Anlage als Sommerresidenz nutzten. Zahlreiche Kunstgegenstände des Klosters verbrachten sie zum Schutz in andere Schlösser. So befindet sich der Flügelaltar aus dem Jahr 1330 heute in Teilen im Schloss Braunfels, die von einem unbekannten Meisters gestalteten Flügel können im Städel in Frankfurt besichtigt werden. Das Armreliquiar der hl. Elisabeth wird seit der Aufhebung des Klosters in der Kapelle von Schloss Sayn aufbewahrt. Die Klosterkirche wurde zur evangelischen Pfarrkirche umgewandelt.
Seit dem Ende des Ersten Weltkriegs diente das Kloster verschiedenen Zwecken; unter anderem war nach 1947 ein Kinderheim dort untergebracht. Im Jahr 1952 wurde die Anlage durch einen Brand schwer beschädigt. Nach der Renovierung im Jahr 1955 pachtete die Königsberger Diakonie der Barmherzigkeit, eine der Evangelischen Allianz nahestehende Gemeinschaft, die Gebäude bis 2054 als Mutterhaus. Sie betrieb bis 2010 hier eine Pflegeeinrichtung. Von 2009 bis 2011 hatte die Technische Hochschule Mittelhessen im ehemaligen Kloster Büros und versuchte eine berufsbegleitende Ausbildung zu etablieren.

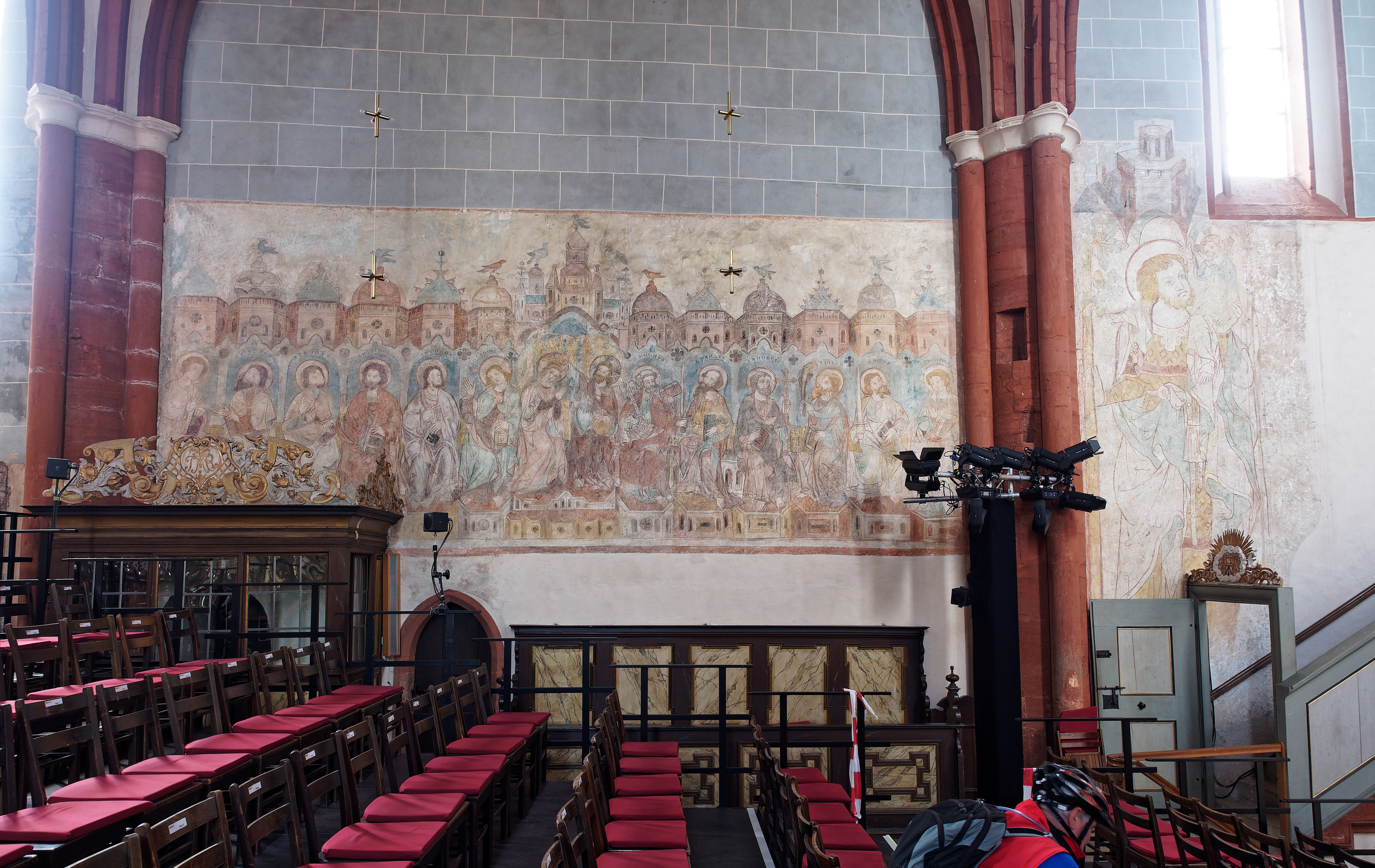
Apostel-Fresko in der Klosterkirche

Aufgrund einer wirtschaftlichen Schieflage der Königsberger Diakonie übernahm die Kloster Altenberg gemeinnützige GmbH ab August 2010 für drei Jahre Rechte und Pflichten des Pachtvertrags. Lukas Haltiner, Mitglied der evangelischen Communität Christusbruderschaft Selbitz, initiierte 2018 eine Geistliche Gemeinschaft. Die ersten sechs Männer bezogen die früheren Pflegezimmer und entwickelten das Kloster Altenberg als geistliches Zentrum weiter. 2022 hatte sich die Kommunität nach dem Tod Haltiners der Christozentrischen Gemeinschaft (Bonn) angeschlossen. Im August 2023 verließ die Christozentrische Communität das Kloster wieder, da wegen gestiegener Energiekosten der Mietvertrag nicht mehr finanziert und weiter verlängert werden konnte.

## Anlage

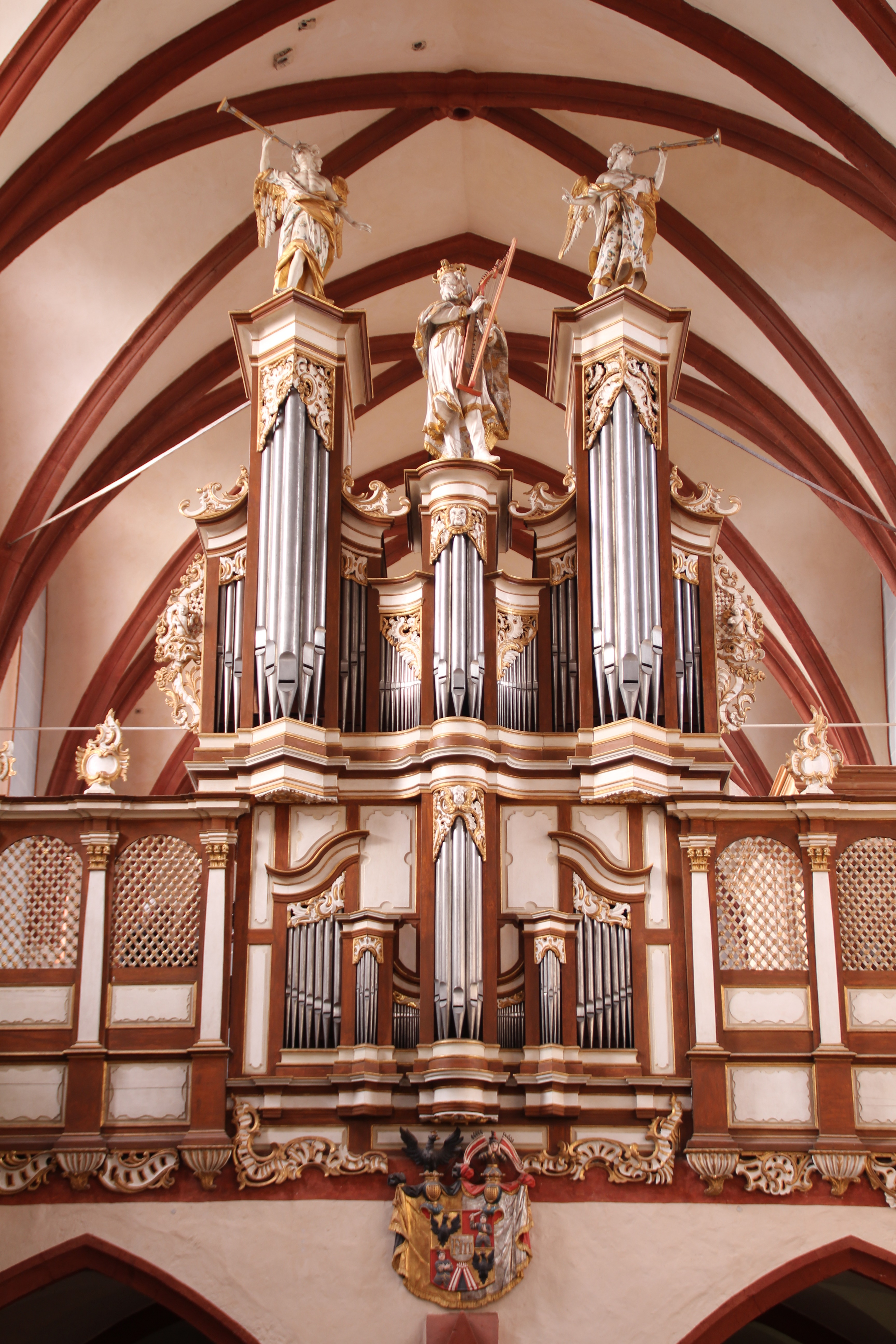
Prospekt der Schöler-Orgel von 1757

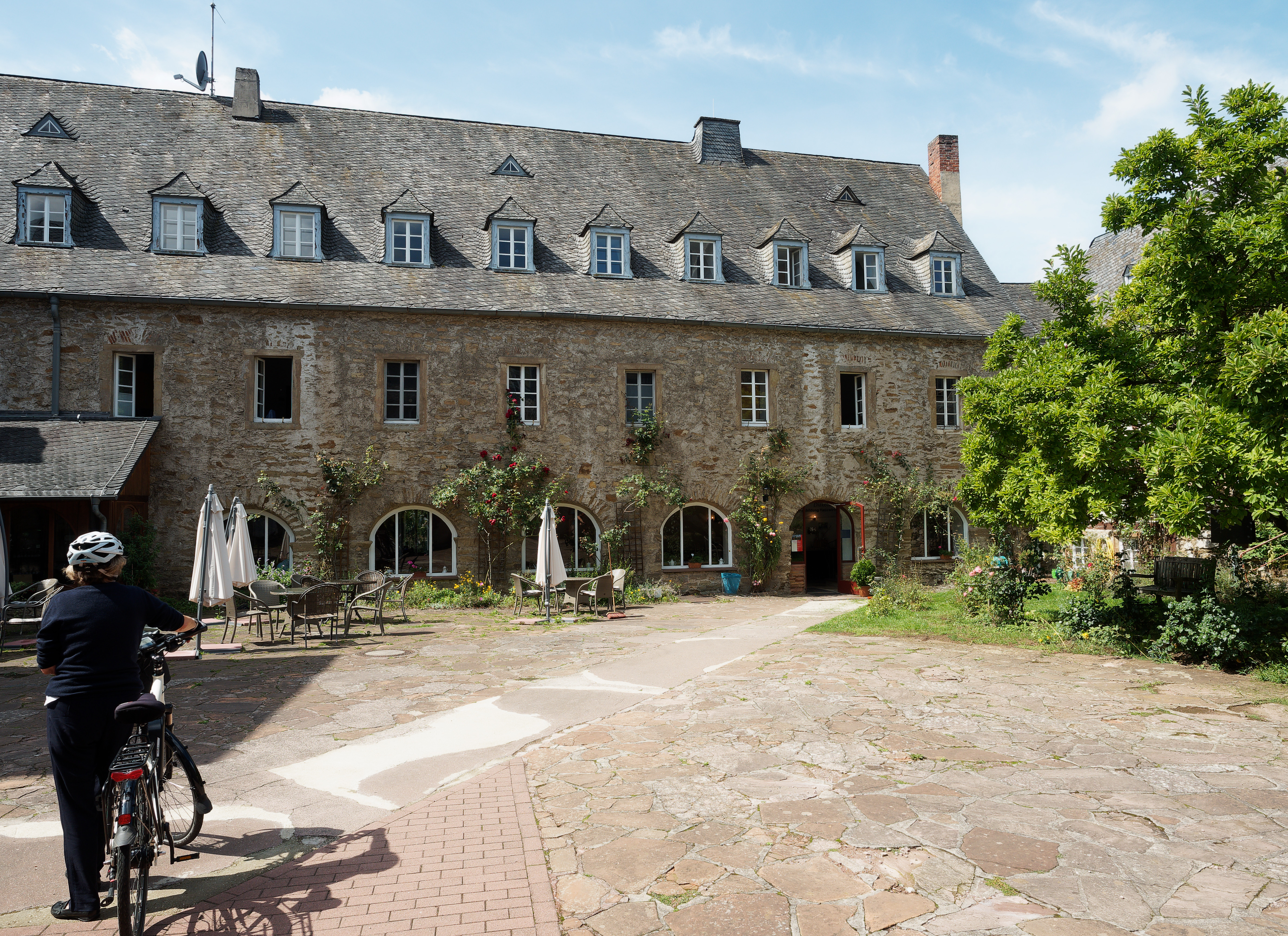
Klosterschänke

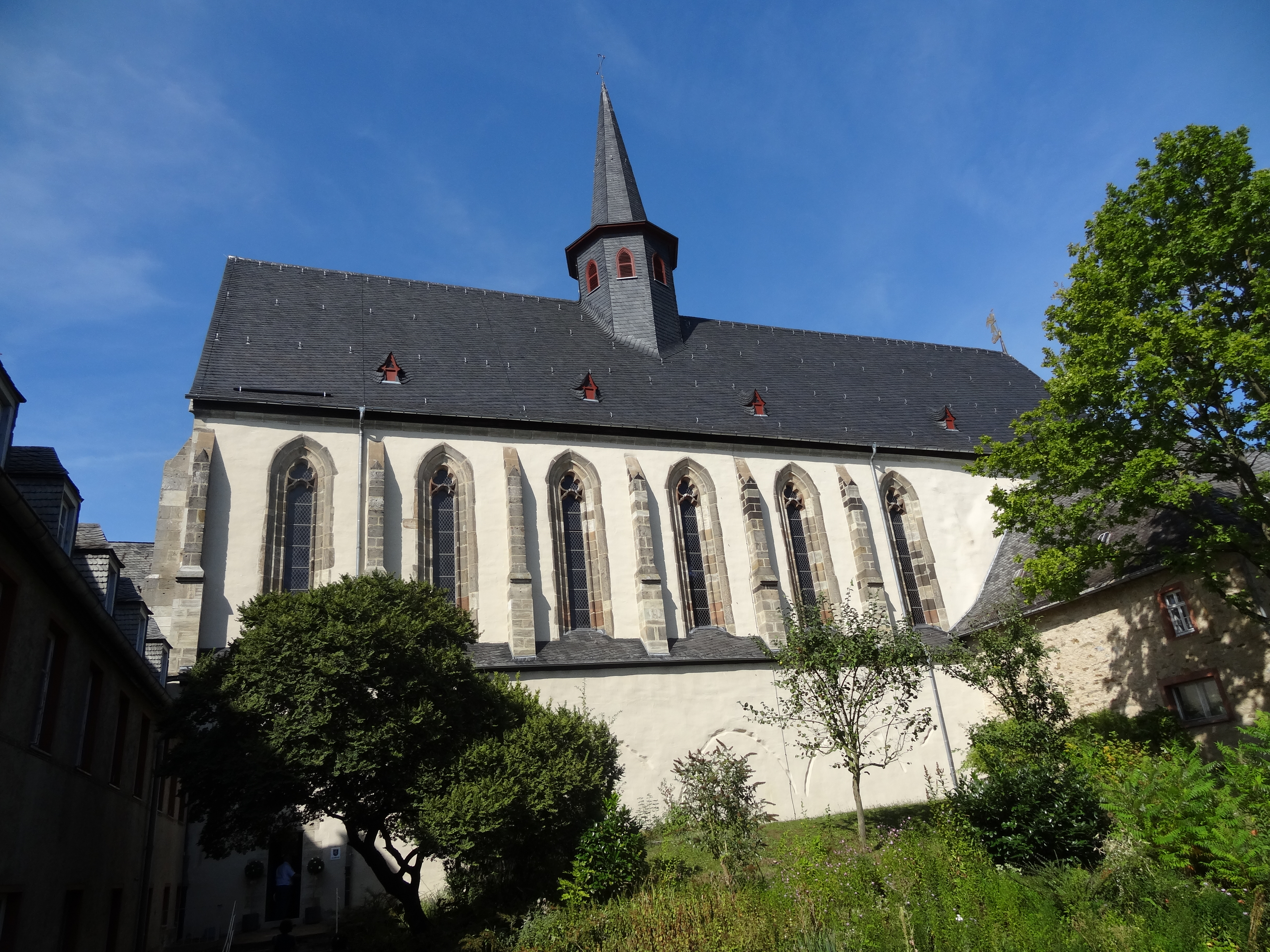
Klosterkirche (Südseite)

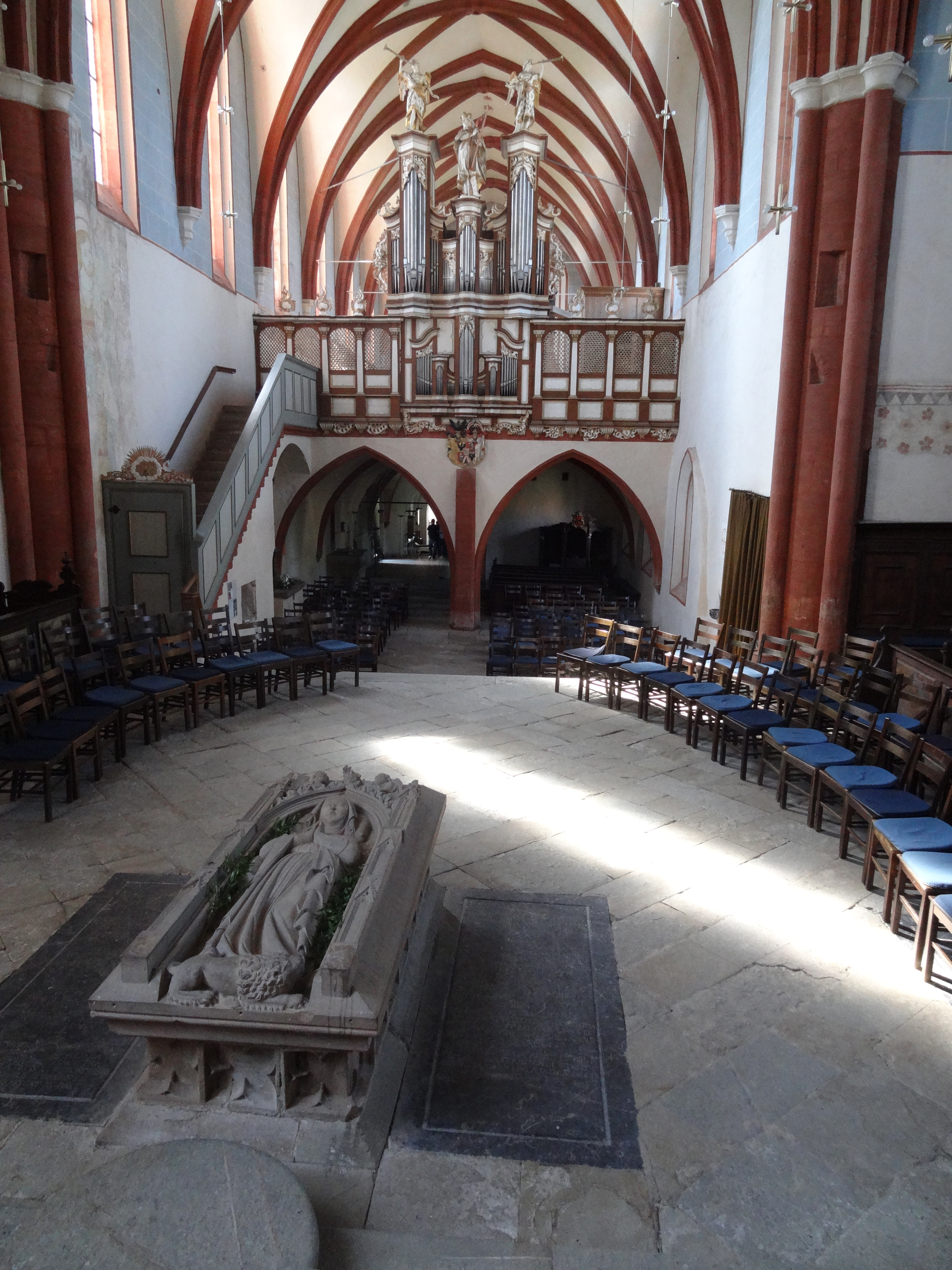
Kircheninneres mit dem Grabmal der seligen Gertrud von Altenberg im Vordergrund

Die Kirche aus dem 13. Jahrhundert und die Konventsgebäude sind noch erhalten. Ebenfalls sind zahlreiche Wirtschaftsgebäude aus dem 17. Jahrhundert vorhanden. Die Außenmauer des Klosters umschließt die Anlage fast vollständig.
Sowohl die ehemalige Klosterkirche als auch verschiedene Ausstellungsstücke in den sakralen Räumen des Schlosses Braunfels in Braunfels (Lahn-Dill-Kreis) können besichtigt werden.

### Orgel
Im Jahr 1757 baute Johann Wilhelm Schöler die dritte Orgel. Vorgängerinstrumente datieren aus den Jahren 1452 und 1653. Schölers Instrument verfügt über 23 Register, zwei Manuale und Pedal. Mit den beschränkten Klaviaturen und sanften, aber sehr farbigen Klängen ist es ganz für seine liturgische Funktion konzipiert. Abgesehen von wartungsbedingten Anpassungen und kleineren Reparaturen ist das barocke Werk nahezu unverändert erhalten.